# Carlo Vigni
Carlo Vigni (Siena, 1973) è un fotografo italiano.
La sua ricerca fotografica si muove da sempre nel campo della fotografia artistica e documentaria, attestata da pubblicazioni e progetti editoriali incentrati sul tema del lavoro e delle tracce che questo lascia nel paesaggio e nelle architetture.

## Biografia
Nato a Siena nel 1973, inizia a frequentare la facoltà di Giurisprudenza presso l'Università degli Studi di Siena per poi abbandonarla e dedicarsi completamente alla fotografia, iniziando come autodidatta dal 1991. 
A partire dal 1997 fa parte di Fabrica, centro creativo di ricerca del Gruppo Benetton diretto da Oliviero Toscani.
Dal 1999, dopo aver ricevuto una borsa di studio a cura di Nikon Italia e Agfa,inizia a occuparsi professionalmente di fotografia che inizia ad insegnare dal 2005 presso la University of California EAP Italy,
Dal 2003 al 2012 vince alcuni premi nazionali ed internazionali, tra cui l'ADCI Awards nel 2012 ed il Silver Award nell'ambito del Prix de Photographie Paris 2011.
Nel 2010, per la seconda volta dopo il 2003, è tra i 200 Best Ad Photographers per Luerzer's ARCHIVE Archiviato il 27 agosto 2008 in Internet Archive. viene premiato da Graphis Inc. NY, mentre nel 2007 da Corbis Awards a Londra; nel 2005 il suo lavoro è pubblicato nel Graphis Photo Annual e nel 2004 viene invitato a partecipare all'ADC Photography Portfolio Review nell'ambito del The Art Directors Club of New York e riceve il Photography Award of Excellence del Californian magazine Communication Arts.
A partire dal 1998 lavora a progetti e monografie come La Popolare, La Nuova Immagine Editrice e Vicini Paesaggi, Betti Editrice, catalogo dell'omonima mostra con Carlo Carletti, entrambi del 2001. Al 2004 risalgono la monografia L'esperienza delle cose, Protagon Editore, a cura di G. Molteni, con testi di P. Clemente e A. Prete, catalogo della mostra presso il Museo della Mezzadria Archiviato il 29 maggio 2012 in Internet Archive. di Buonconvento (SI); Rifiuto d'autore, Fratelli Alinari, Firenze; La traccia delle cose e i segni del corpo, Ed. Galleria Michelangelo, Roma, a cura di G. Nerli; Liminalia, a cura di L. Scelfo, Krakòw, Wroclaw, Siena, Roma, Paris.
Nel 2006 La Cattedrale del Tabacco, Gli Ori, viene premiato come secondo miglior libro fotografico dell'anno dall'International Photographic Awards IPA di Los Angeles; risale al 2009 La fabbrica al nuovo, Protagon Editore; la pubblicazione Miti di Città del 2010, per arrivare a Ganga Fuji Home, Gli Ori, 2011, che presenta un carteggio inedito con il fotografo di origine siciliana Ferdinando Scianna.

## Opere
2021: L'industria della polvere, Postcart edizioni
2019: Indagine sul paesaggio minerario sardo, Ilisso
2014: Paesaggi Privati, Gli Ori
2011: Ganga Fuji Home, Gli Ori
2009: La fabbrica al nuovo, Protagon Editore
2006: La Cattedrale del Tabacco, Gli Ori
2004: Rifiuto d'autore, Alinari
2004: La traccia delle cose e i segni del corpo, Ed. Galleria Michelangelo, Roma (a cura di G. Nerli)
2004: L'esperienza delle cose, Protagon Editore (a cura di G. Molteni)
2004: Liminalia (a cura di L. Scelfo)
2001: La Popolare, La Nuova Immagine Editrice
2001: Vicini Paesaggi, Betti Editrice
2000: Palio, La Nuova Immagine Editrice (riediz. 2009/Protagon Editore)

## Premi Internazionali
2012: ADCI Awards 2012 - Art Directors Club Italia | Atelier Poltrona Frau nel 27° Annual dell'Art Directors Club Italiano
2011: PX3 Prix de la Photographie Paris - Silver Award Beauty
2010: "200 Best Ad Photographers Worldwide" - Luerzer's ARCHIVE
2010: Graphis Photo Annual - Graphis Inc. New York
2007: Corbis Awards for creative photography London - Short list
2006: "Best Other Photobook of the year" - IPA Los Angeles | per La Cattedrale del Tabacco, Gli Ori - secondo premio
2005: Graphis Photo Annual - Graphis Inc. New York
2004: Communication Arts Photography Award of Excellence California
2004: ADC Photography Portfolio Review - The Art Directors Club New York
2003: "200 Best Ad Photographers Worldwide" - Luerzer's ARCHIVE